# Remote Anti-Armor Mine System

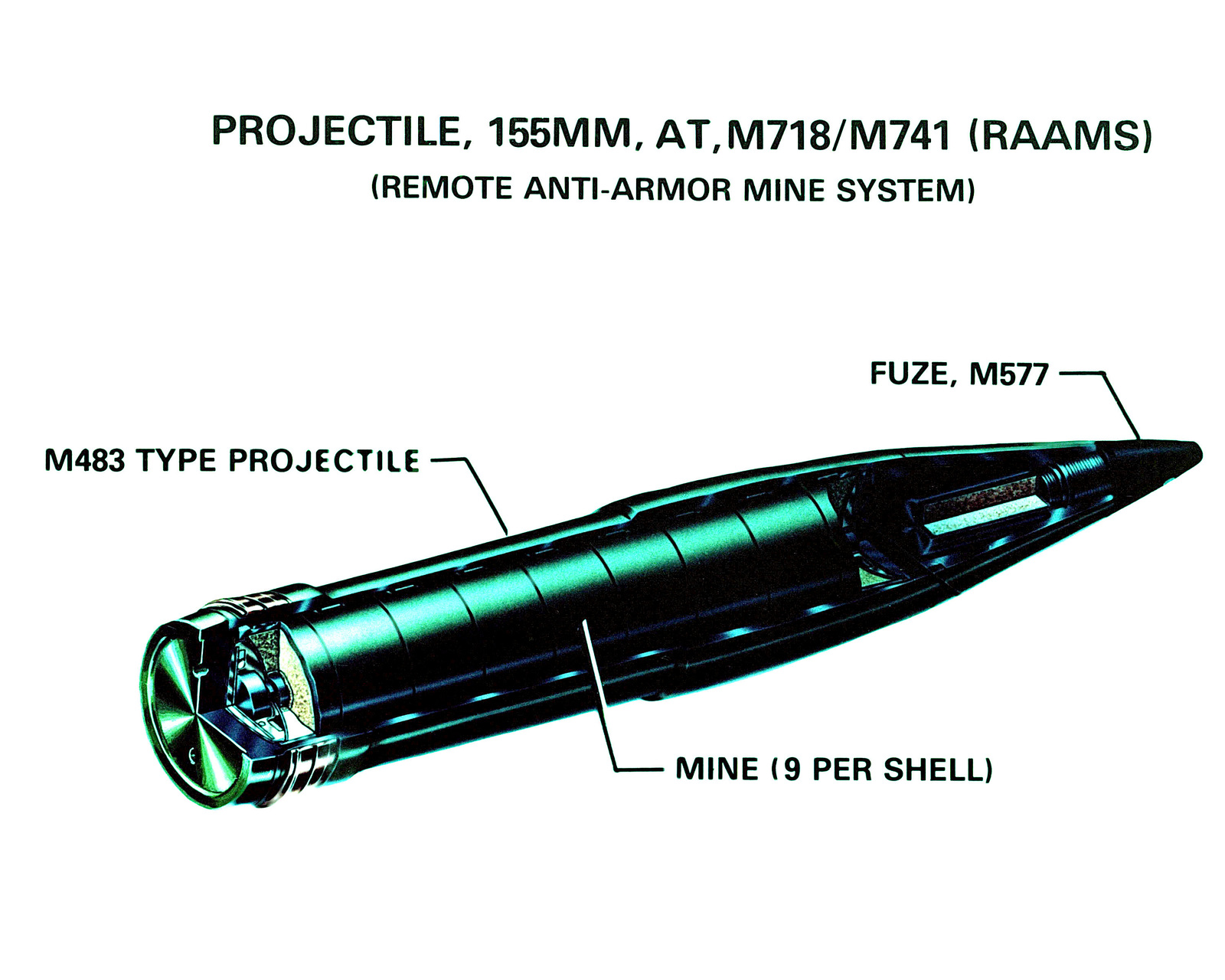
Schnittdarstellung Geschoss mit Minen

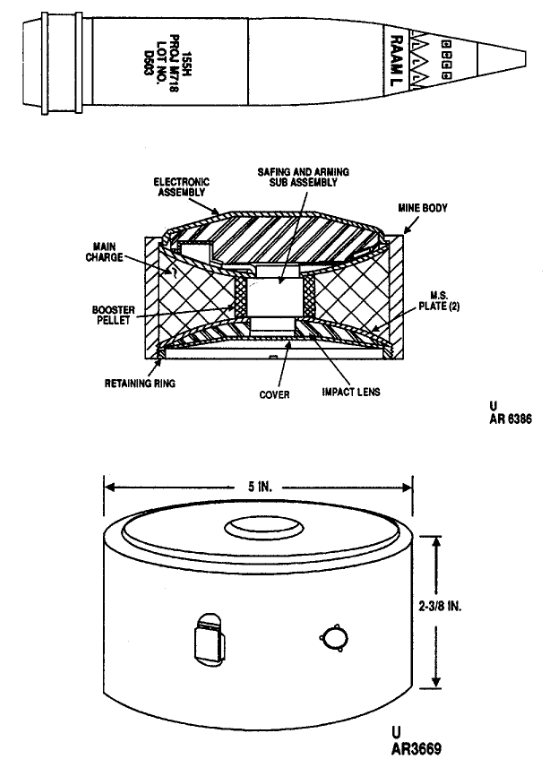
Geschoss, Mine und ihre Schnittdarstellung

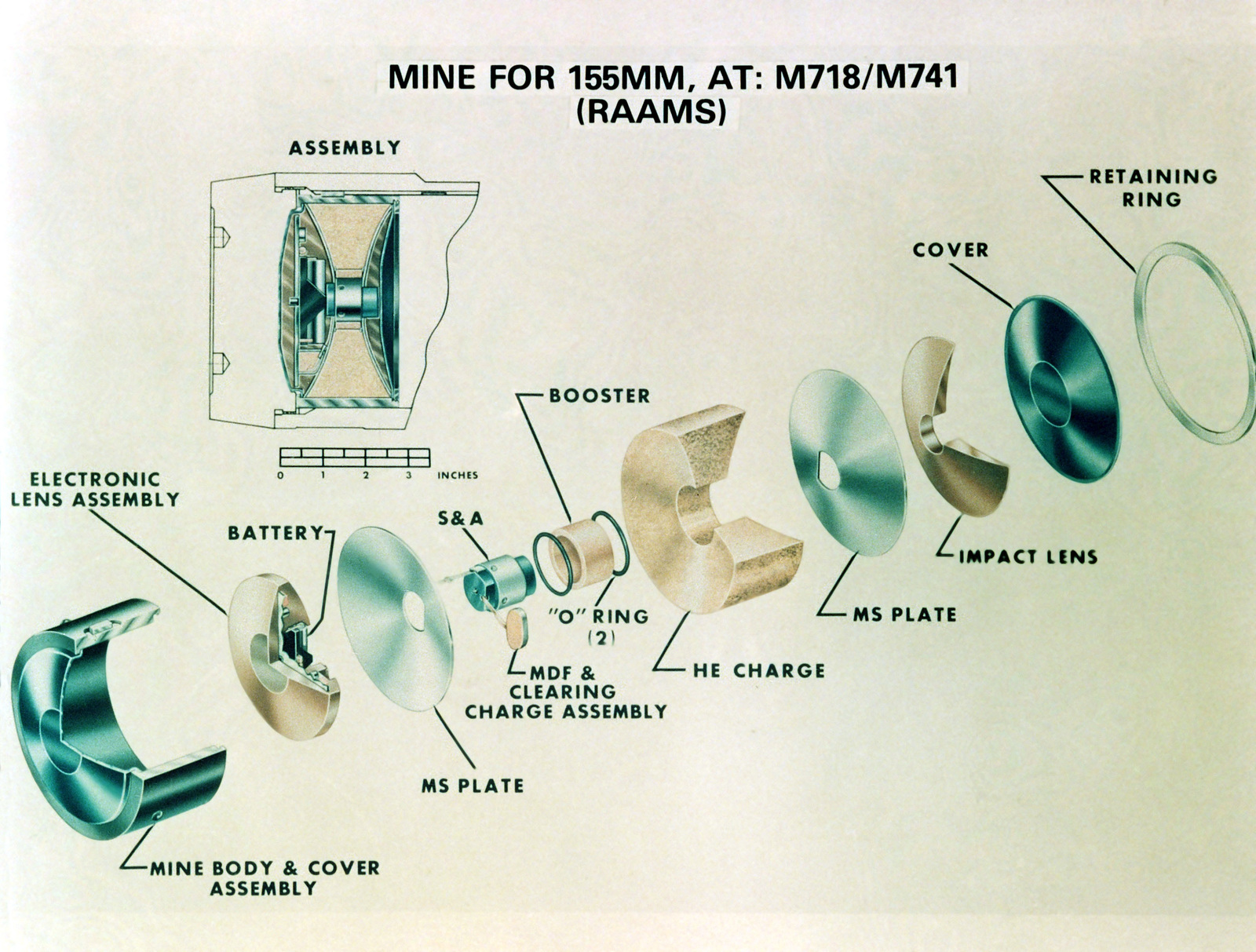
Explosionsdarstellung Mine

Remote anti-armor mine system (RAAMS) (auf Deutsch: Fernverlegbares Panzerabwehrminensystem) ist ein US-amerikanisches System zur Verlegung von Panzerabwehrminen als Streumunition. Es wurde innerhalb des Streuminenprogramms Family of Scatterable Mines (FASCAM) entwickelt. Die mit gewöhnlichen 155-mm-Artilleriegeschützen verschossenen Geschosse enthalten jeweils neun Panzerabwehrminen. Der Zweck von RAAMS ist es, ein bestimmtes Gebiet, auch hinter feindlichen Linien, für die Durchfahrt von Fahrzeugen für eine relativ kurze Zeit zu sperren. Nach dem Ablauf dieser Zeit zerstören sich die Minen von selbst.
RAAMS wird von der U.S. Army und dem U.S. Marine Corps verwendet.

## Geschichte
Mitte der 1970er Jahre schlug das Unternehmen Honeywell der US-Regierung ein Konzept für neue Streuminen vor. Die FASCAM-Minen waren damals der Stand der Technik, denn sie besaßen eine elektronische Steuerung. Die FASCAM-Minen sind mit einer Selbstzerstörung ausgestattet, welche, sollten die Minen nicht ausgelöst worden sein, nach einer bestimmten Zeit aktiviert wird. Der Timer für die Selbstzerstörung wird bei der Verlegung der Mine automatisch aktiviert. Es wurden verschiedene Verlegesysteme für die FASCAM-Minen realisiert.
RAAMS wurde zeitgleich mit dem Streuminensystem für Antipersonenminen Area Denial Artillery Munition (ADAM) entwickelt und 1982 eingeführt. Die RAAMS-Panzerabwehrminen sind dafür ausgelegt, zusammen mit ADAM-Personenminen verlegt zu werden. Die ADAM-Minen verhindern eine schnelle Räumung durch gegnerische Truppen.
Nach der Einführung wurde ein weiteres, verbessertes Modell entwickelt. Zum einen wurde die Schärfzeit nach der Verlegung verkürzt, zum anderen wurde die Zündung robuster gegen elektromagnetische Räummethoden gemacht.
Der Einsatz von RAAMS erfolgte im Jahre 1991 während des zweiten Golfkrieges. In der Schlacht um Chafdschi verschoss am 30. Januar das United States Marine Corps insgesamt 360 RAAMS- und ADAM-Geschosse. Das dadurch verlegte Minenfeld zwang die angreifenden irakischen Einheiten, einen anderen Weg zu wählen.
Mindestens seit 1994 beschaffen die Streitkräfte der Vereinigten Staaten keine neuen RAAMS mehr.
Zwar sind die USA im Jahre 1997 der Ottawa-Konvention gegen Antipersonenminen nicht beigetreten, trotzdem verabschiedeten die USA interne Richtlinien, wonach die meisten Antipersonenminen verboten sind. Das interne Verbot traf auch die ADAM-Mine, welche in der Regel mit RAAMS kombiniert verlegt werden. Dieses führte zur Einführung von Remote Area Denial Artillery Munition (RADAM), wobei RAAMS/ADAM Minen gemeinsam in einer Geschosshülle verpackt sind.
Im Jahre 1990 hatte das US-Militär über 2,5 Millionen RAAM-Minen im Bestand. Dieser war 2002 auf über 4 Millionen RAAM-Minen in etwa 462.000 Projektilen angewachsen.
Am 4. Oktober 2022 gab das Verteidigungsministerium der Vereinigten Staaten bekannt, der Ukraine 1.000 RAAMS-Geschosse als Unterstützung im Ukraine-Krieg zu liefern. Am 15. Oktober sagten die USA eine weitere Lieferung von 5.000 RAAMS-Geschossen für die Ukraine zu. Bis Februar 2023 lieferten die USA 10.000 RAAMS-Geschosse in die Ukraine.

## Technik
Die RAAMS-Projektile werden von gewöhnlichen 155-mm-Artilleriegeschützen wie der Panzerhaubitze M109 oder der Haubitze M198 bis etwa 17 km weit verschossen. Dabei enthält das RAAMS-Geschoss neun Minen. Wie bei der 155mm-NATO-Munition üblich, sind die RAAMS-Geschosse nicht patroniert, d. h. das Geschoss ist von der Treibladung getrennt. Vor dem Abschuss werden die RAAMS-Geschosse mit einem M577 mechanischen Zeitzünder versehen und eine entsprechende Zeit wird eingestellt. Das Abfeuern aus dem Geschütz initiiert den Zeitzünder. Im Flug und nach der eingestellten Zeit lässt der Zeitzünder die Ausstoßladung explodieren. Die Ausstoßladung befindet sich in der Geschossspitze, die RAAMS-Minen werden aus der Geschosshülle über den Geschossboden herausgedrückt. Die Höhe, in der die Minen ausgestoßen werden, beeinflusst das Verlegemuster.
Da die RAAMS-Minen über keinen Mechanismus (z. B. Fallschirm) verfügen, der ihren Fall bremst, sollten sie nicht über harten Oberflächen wie z.B. Straßen oder Landebahnen verlegt werden. Ein harter Aufschlag kann die Mine beschädigen. Nachdem die Minen nach der Landung zur Ruhe gekommen sind, werden sie scharf.
| Geschoss | Mine | Zeit bis Entsicherung | Zeit bis Selbstzerstörung |
| -------- | ---- | --------------------- | ------------------------- |
| M718     | M73  | 2 min                 | 48 h                      |
| M741     | M70  | 2 min                 | 4 h                       |
| M718A1   | M73  | 45 s                  | 48 h                      |
| M741A1   | M70  | 45 s                  | 4 h                       |

Die RAAMS-Minen haben grundlegend die gleichen Eigenschaften wie die anderen FASCAM-Panzerabwehrminen. Sie sind zylinderförmig mit einem Durchmesser von 12 cm und einer Höhe von 6 cm bei einem Gewicht von 1,7 kg. Sie werden über einen Magnetzünder, welcher eine Veränderung im Magnetfeld aufspürt wenn sich ein Fahrzeug nähert, ausgelöst. Etwa 20 % der Minen sind mit einem Aufhebeschutz versehen. Damit soll eine Räumung erschwert werden. Die Mine enthält 585 g des Sprengstoffs RDX, welcher als eine doppelte projektilbildende Ladung geformt ist. Damit soll sichergestellt werden, dass egal auf welcher Seite (Ober-/Unterseite) die Mine nach der Verlegung zum Liegen kommt, eine Ladung nach oben wirken kann. Die projektilbildende Ladung soll die Fahrzeugwanne durchschlagen. Überrollen die Ketten oder Räder der Panzer die Mine direkt, dann kann sich das Projektil nicht bilden. In diesem Fall wird das Fahrzeug zwar gestoppt, weil Räder bzw. Gleiskette zerstört werden, das Fahrzeug bleibt aber weitgehend intakt.
Sollte eine RAAMS-Mine nicht ausgelöst werden, zerstört sie sich je nach Modell nach 4 oder 48 Stunden selbst. Die Zeit bis zur Selbstzerstörung wird beim Produktionsprozess bestimmt und kann dann nicht mehr verändert werden.